# Chiesa di San Leonardo (Follo)
La chiesa di San Leonardo è un luogo di culto cattolico situato nella frazione di Follo Alto nel comune di Follo, in provincia della Spezia. La chiesa è sede della parrocchia omonima del vicariato dell'Alta Val di Magra della diocesi della Spezia-Sarzana-Brugnato.

## Storia e descrizione
Costruita nel XVII secolo sulla sommità più alta dell'abitato, custodisce alcune opere pittoriche di pregio tra i quali un dipinto ovale del XVIII secolo raffigurante l'Assunta, una Crocifissione di Gesù del XVII secolo e una Madonna del Rosario e santi in olio su ardesia del Settecento.